# Louis Jourdan (éditeur)
Pour les articles homonymes, voir Louis Jourdan (homonymie) et Jourdan.
Louis Jourdan (1810-1881) est un éditeur de presse et journaliste français.
Proche des doctrines phalanstériennes et saint-simoniennes, il est un journaliste phare du journal Le Siècle.
Par la suite, il fonde Le Journal des Actionnaires avec le banquier Moïse Polydore Millaud.

## Biographie
Louis André Gaspard Jourdan naît à Toulon le 7 janvier 1810. Il est le fils de Jean Bernard Jourdan, cuisinier, et de son épouse, Claire Magdeleine Suzanne Roubaud.

### Carrière
Louis Jourdan a d’abord été rédacteur dans un journal de sa ville natale, le Peuple électeur, puis part en Algérie en 1836 avec sa compagne Hortense, fille de monsieur de Rivière.
En 1848, il fonde Le Spectateur républicain.
À partir d’avril 1849, il est pendant cinq mois l'un de ses principaux rédacteurs du journal Le Crédit.
À partir de 1849, il entre au Siècle dont il devient vite une des plumes les plus appréciées, il se voit condamné, en 1851, à quatre mois de prison pour un article contre l'Élysée. Après s’être exilé à Tunis et en Algérie, de retour à Paris en 1852.
Il collabore au Magasin pittoresque et à L'Illustration, puis rejoint le journal L'Algérie et le Courrier français, dirigé par le saint-simonien Émile Barrault. Louis Jourdan était alors proche d’un autre saint-simonien célèbre, Barthélemy Prosper Enfantin.
En mai 1856, Moïse Polydore Millaud, déjà propriétaire du journal Le Dock, le transforme en un nouveau titre, plus financier : Le Journal des actionnaires, dont Louis Jourdan est le premier rédacteur en chef, tout en collaborant parallèlement, au journal Le Causeur, fondé le 6 mars 1859.
Très investi dans la défense de la langue provençale, il soutiendra le poète varois Marius Trussy et signera en 1861 la préface de son œuvre : Margarido. ( https://gallica.bnf.fr/ark:/12148/bpt6k6451696t/f15.item.texteImage )
En 1863, il écrit Les femmes devant l'échafaud et en 1870 il est membre du comité central de direction de l'Association pour le droit des femmes fondé par Léon Richer.
Il meurt à Alger le 2 juin 1881.

### Descendance
Son fils Prosper Jourdan (1840-1866), fut aussi journaliste et a laissé divers essais littéraires dont une nouvelle en vers, dédiée à George Sand.

## Citation
On lui doit la fameuse formule « Ouvrir une école aujourd’hui, c’est fermer une prison dans vingt ans », souvent attribuée par erreur à Victor Hugo (« Ouvrir une école, c’est fermer une prison »),.